# Schröttinghausen (Preußisch Oldendorf)

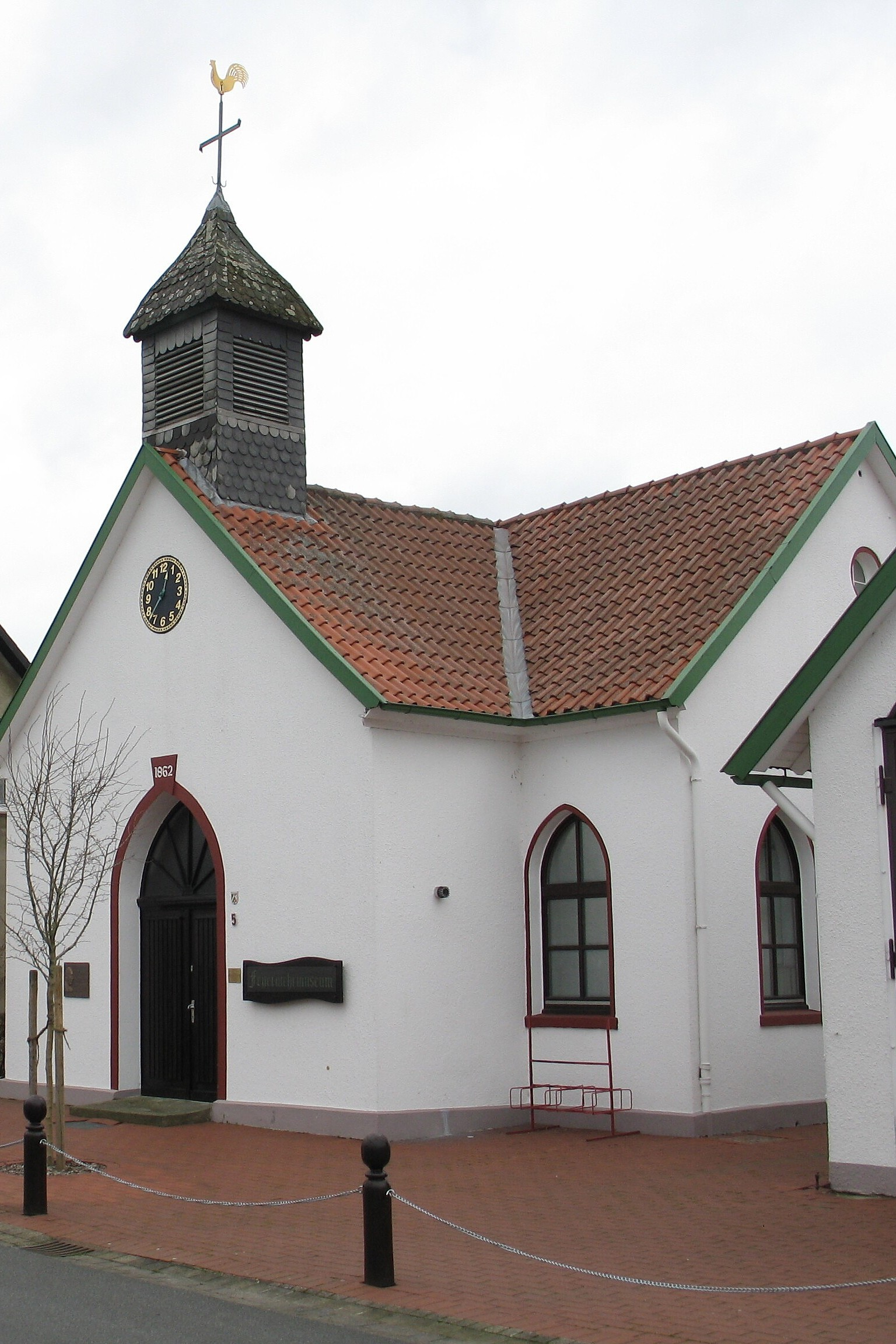
Dorfschule Schröttinghausen. Nutzung als Feuerwehrmuseum

Schröttinghausen ist der am weitesten nördlich und westlich gelegene Stadtteil von Preußisch Oldendorf in Nordrhein-Westfalen im Kreis Minden-Lübbecke.

## Geographie
Das kleine Dorf liegt an der Grenze zu Niedersachsen. Durch den Ort verläuft die Landstraße 767.

## Geschichte
Schröttinghausen war bis zur Franzosenzeit eine Bauerschaft der Vogtei Oldendorf im Amt Limberg der Grafschaft Ravensberg. Von 1807 bis 1810 gehörte der Ort zum Kanton Oldendorf des napoleonischen Satellitenstaats Königreich Westphalen. Von 1811 bis 1813 gehörte Schröttinghausen unmittelbar zu Frankreich und dort zur Mairie Oldendorf im Arrondissement Minden des Departements der Oberen Ems. 1816 kam der Ort zum neuen Kreis Rahden, aus dem 1832 der Kreis Lübbecke wurde. Im Kreis Lübbecke gehörte die Gemeinde Schröttinghausen zum Amt Preußisch Oldendorf.

Die Dorfschule wurde 1862 errichtet. Der berühmte Astronom und Astrophysiker Walter Baade wurde hier im Jahre 1899 eingeschult. In der unter Denkmalschutz stehenden ehemaligen Schule wurde ein Feuerwehrmuseum eingerichtet und 2007 eine Gedenktafel für Walter Baade angebracht.
Die Gemeinde Schröttinghausen wurde zum 1. Januar 1973 durch das Bielefeld-Gesetz nach Preußisch Oldendorf eingemeindet.

## Persönlichkeiten
- Walter Baade (1893–1960), Astronom, Astrophysiker, geboren in Schröttinghausen